# Thamniella vaga
Thamniella vaga là một loài Rêu trong họ Lembophyllaceae. Loài này được (Hornsch. ex Müll. Hal.) A. Jaeger mô tả khoa học đầu tiên năm 1878.